# La Passada
La Passada és una masia situada al municipi de la Molsosa, a la comarca catalana del Solsonès. Es té constància de la masia des d'abans del segle xvii, i en una llinda de pedra apareix la data de 1722. Està situada a 646 metres d'alçada, situada al centre del municipi al pla de la Molsosa, molt a prop de l'Ajuntament de la Molsosa i l'actual església del municipi. Està envoltada de grans extensions de conreus.

## Descripció
Masia de grans dimensions de planta rectangular. Es troba en estat runiós. Queden dempeus part de la coberta i tres de les parets. Construïda amb materials tradicionals, pedra i teula àrab, amb obertures petites i llindes i brancals de pedra. Apareix una llinda de pedra amb data de 1772. Envoltada de diversos coberts també en reuïnes però amb les parets alçades. Tan sols trobem un cobert en bon estat de conservació, amb modificacions posteriors que han malmès la imatge tradicional de l'edifici amb la utilització de materials no tradicionals com totxana i elements prefabricats de formigó. Entrada totalment desfigurada per tancaments no tradicionals. La masia insinua una possible addesió posterior als seus orígens, clarament diferenciada a façana i a la teulada.